# Niedzielna
Niedzielna (ukr. Недільна) – wieś w rejonie samborskim (do 2020 roku w rejonie starosamborskim) obwodu lwowskiego Ukrainy. Wieś liczy około 197 mieszkańców. Leży nad rzeką Topolniczanka. Podlega topolnickiej silskiej radzie.
W 1921 r. liczyła około 752 mieszkańców. Przed II wojną światową należała do powiatu starosamborskiego.
We wsi odbyło się zebranie założycielskie UHWR.

## Ważniejsze obiekty
- Cerkiew św. Mikołaja w Niedzielnie - cerkiew greckokatolicka